# 신평중학교 (경기)
신평중학교(新坪中學校)는 대한민국 경기도 하남시 신장동에 있는 공립 중학교이다.

## 학교 연혁
- 2005년 12월 26일 : 학교설립 인가
- 2006년 3월 1일 : 초대 이혜숙 교장 취임
- 2006년 3월 3일 : 입학식 (신입생 239명)
- 2009년 2월 13일 : 제1회 졸업식 (237명)
- 2024년 1월 5일 : 제16회 졸업식(230명)
- 2024년 3월 1일 : 제8대 고인자 교장 취임
- 2024년 3월 4일 : 입학식(신입생 242명)

## 참고 자료
- 신평중학교 - 한국교육학술정보원 학교알리미